# Брайнін Яків Маркович
Яків Маркович Брайнін (14 вересня 1899, Миколаїв — 18 лютого 1976, Київ) — український радянський правознавець, доктор юридичних наук (з 1964 року), професор (з 1965 року).

## Біографія
Народився 14 вересня 1899 року в місті Миколаєві. З 1930-х років працював в органах юстиції, поєднуючи службу з науково-педагогічною діяльністю. У 1940 році закінчив юридичний факультет Київського університету.
З 1946 року незмінно викладав на юридичному факультеті Київського університету. У 1947 році захистив кандидатську дисертацію на тему: «Аналогія і розширювальне тлумачення в іноземному і радянському кримінальному праві». У 1963 році захистив докторську дисертацію на тему: «Підстави кримінальної відповідальності і найважливіші питання вчення про склад злочину». З 1965 року — професор кафедри кримінального права. Викладав загальну частину радянського кримінального права та кримінального права зарубіжних країн (на міжнародному факультеті). На факультеті керував секцією права наукового студентського товариства Київського університету та гуртком кримінального права.

Могила Якова Брайніна

Помер в Києві 18 лютого 1976 року. Похований на Байковому кладовищі (стара частина).

## Наукова діяльність
Розробляв загальнотеоретичні питання кримінального права, зокрема кримінальної відповідальності, складу злочину, застосування кримінального закону. Досліджував історію радянського і зарубіжного кримінального права.
Автор близько 60 наукових робіт Основні праці:
- «Принципи застосування покарання за радянським кримінальним правом» (1953);
- «Кримінальна відповідальність та її підстави в радянському кримінальному праві» (1963);
- «Основні питання загального вчення про склад злочину» (1964);
- «Кримінальний закон і його застосування» 1967);
- «Джерела кримінального права капіталістичних держав» (1970).